# أياداراغالاما

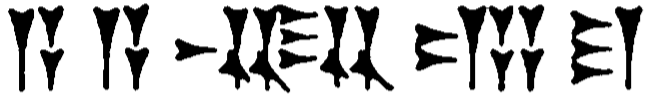
إسمه باللغة الأكدية

كان أياداراجالاما الملك التاسع (حوالي ١٤٨٤-١٤٥٧ قبل الميلاد) من سلالة بلاد البحر، التي حكمت جنوب بلاد الرافدين لنحو ٣٥٠ عامًا، من حوالي ١٧٨٣ إلى ١٤١٥ قبل الميلاد. يُعرف أياداراجالاما من قوائم الملوك والسجلات التاريخية اللاحقة، وكذلك من بعض الوثائق المعاصرة. يُعدّ من أشهر حكام هذه السلالة، ويُقال إنه حكم لمدة ٥٥ عامًا.
يُعرف أياداراجالاما بشكل أفضل من خلال النصوص المسمارية الموجودة الآن في مجموعة شوين. يُرجّح أن النصوص الـ ٤٧٤ تعود إلى أرشيف قصر. إلا أن موقعها الدقيق غير معروف. ويبدو أنها تعود إلى حفريات منهوبة. عُثر على نصوص أخرى تحمل اسمه في تل خيبر، مما يجعل أياداراجالاما أشهر حكام سلالة بلاد البحر.
في بلاد ما بين النهرين آنذاك، كان التأريخ يعتمد على سنوات حكم الحاكم؛ ولم تكن السنوات تُحسب فحسب، بل كانت تُسمى تيمنًا بأحداث مهمة. سُجِّلت أسماء ما يقرب من أربعة عشر عامًا لأياداراجالاما. بعضها يروي أحداثًا دينية. على سبيل المثال، نعلم أن الملك وضع تاجًا من اللازورد والذهب على رأس الإله إيا. ويخبرنا تقرير آخر أن الحاكم صنع تماثيل خشبية لإنليل وإيا.أما الأحداث السياسية فهي أقل شيوعًا؛ اذ يُرجَّح أن عهده كان سلميًا إلى حدٍّ كبير، إذ تُذكَر هدايا الملك للمعابد وآلهتها في أغلب الأحيان. ولا يُذكَر سوى تمرد واحد للسكان أو البدو. كما تُشير معلومات إلى حملتين شارك فيهما ملك سيلاند. ويُرجَّح أنهما كانتا دفاعيتين ضد المملكة البابلية. ويُعتقد إنها كانت ضد العيلاميين والكيشيين. خلف بيشكالدارامش وخلفه أكوردوانا .